# 小蒜芥属
小蒜芥属（学名：Microsisymbrium）是十字花科下的一个属，为一年生纤弱小草本植物。该属共有6种，分布于中亚、阿富汗、喜马拉雅西部、北美西北部。